# Westlake (Texas)
Westlake è un centro abitato degli Stati Uniti d'America, sobborgo di Fort Worth, situato nella contea di Denton dello Stato del Texas.
La popolazione era di 702 persone al censimento del 2010.

## Geografia fisica
Westlake è situata a 32°58′57″N 97°12′20″W (32.982584, -97.205670).
Secondo lo United States Census Bureau, ha un'area totale di 6,7 miglia quadrate (17.3 km²), di cui 6,6 miglia quadrate (17.1 km²) di terreno e 0,1 miglia quadrate (0.2 km², 1.35%) d'acqua.

## Società

### Evoluzione demografica
Secondo il censimento del 2000, c'erano 207 persone, 84 nuclei familiari e 69 famiglie residenti nella città. La densità di popolazione era di 31,4 persone per miglio quadrato (12,1/km²). C'erano 87 unità abitative a una densità media di 13,2 per miglio quadrato (5,1/km²). La composizione etnica della città era formata dal 95,17% di bianchi, il 2,42% di afroamericani, il 2,42% di altre razze. Ispanici o latinos di qualunque razza erano lo 0,97% della popolazione.
C'erano 84 nuclei familiari di cui il 23,8% aveva figli di età inferiore ai 18 anni, il 78,6% erano coppie sposate conviventi, il 3,6% aveva un capofamiglia femmina senza marito, e il 16,7% erano non-famiglie. Il 14,3% di tutti i nuclei familiari erano individuali e il 4,8% aveva componenti con un'età di 65 anni o più che vivevano da soli. Il numero di componenti medio di un nucleo familiare era di 2,46 e quello di una famiglia era di 2,71.
La popolazione era composta dal 21,3% di persone sotto i 18 anni, il 2,9% di persone dai 18 ai 24 anni, il 21,3% di persone dai 25 ai 44 anni, il 43,0% di persone dai 45 ai 64 anni, e l'11,6% di persone di 65 anni o più. L'età media era di 47 anni. Per ogni 100 femmine c'erano 95,3 maschi. Per ogni 100 femmine dai 18 anni in giù, c'erano 94,0 maschi.
Il reddito medio di un nucleo familiare era di 128.375 dollari, e quello di una famiglia era di 150.000 dollari. I maschi avevano un reddito medio di 72.250 dollari contro i 41.042 dollari delle femmine. Il reddito pro capite era di 59.206 dollari. Circa il 2,9% delle famiglie e il 2,7% della popolazione erano sotto la soglia di povertà, incluso nessuno sotto i 18 anni di età e il 7,7% di persone di 65 anni o più.